# Monsters of Man
Monsters of Man (Originaltitel: Monsters of Man, auch Die Monster der Menschheit) ist ein australischer Science-Fiction-Spielfilm, und zugleich das Regie-Debüt, von Mark Toia aus dem Jahr 2020.
Der Film erschien zeitgleich auf allen Streaming-Plattformen am 1. Oktober 2020.

## Handlung
Der korrupte CIA-Agent Major Green schließt sich mit einem Robotikunternehmen zusammen, um illegale, nicht genehmigte Militäroperation durchzuziehen. Sie schleusen vier Roboter-Prototypen in ein mutmaßliches Lager zur Herstellung von Drogen irgendwo im Goldenen Dreieck ein.
Die Mission sollte beweisen, dass das Robotikunternehmen es wert ist, einen lukrativen Militärauftrag zu erhalten. Sechs Ärzte sind dabei Zeugen des brutalen Gemetzels eines Dorfes, mit unschuldigen Opfern. Von da an werden sie zu neuen Zielen der Killer-Maschinen und werden von diesen auf brutalste Weise gejagt.

## Synchronisation
Für die Synchronisation des Films war die Synchronfirma Metz-Neun Synchron Studio und Verlags GmbH in Offenbach verantwortlich. Das Dialogbuch stammt von Raphael Wujanz. Er führte auch die Dialogregie.